# Maison de Bourbon
Cet article concerne toutes les maisons de Bourbon. Pour l’actuelle « maison de Bourbon » où les aînés sont des prétendants au trône de France, voir maison capétienne de Bourbon.
L'expression « maison de Bourbon » désigne d'une manière générale la Maison capétienne de Bourbon, mais aussi les trois dynasties successives qui possédèrent la seigneurie de Bourbon-l'Archambault puis le duché de Bourbon.
Le chef actuel de la maison capétienne de Bourbon est l'aîné de toutes les branches légitimes subsistantes, Louis de Bourbon, duc d'Anjou, né en 1974.

## Les trois dynasties de Bourbon
- La première était celle des sires de Bourbon, qui s'éteignirent par les mâles en 1171, puis par les femmes en 1216. Leurs armoiries sont : « D'or au lion de gueules, et à l'orle de huit coquilles d'azur[2] ». Par le mariage de la dernière descendante de cette famille, Mahaut de Bourbon, avec Guy de Dampierre, cette terre passa à :
- une branche de la maison de Dampierre – en Champagne – en 1196 (à ne pas confondre avec les autres familles homonymes de Dampierre). Les armoiries de cette famille sont : « De gueules à deux léopards d'or, avec couronne de baron »[3], mais ils prirent les armoiries des précédents. Le fils de Guy de Dampierre et de Mahaut de Bourbon, Archambaud VIII, prit le nom et les armes de sa mère, « de Bourbon », ainsi que ses descendants, éteints vers 1287 : la maison de Bourbon-Dampierre s'éteignit par les mâles en 1249 puis par les femmes vers 1287. Par le mariage de la dernière de cette famille, Agnès de Bourbon-Dampierre (morte vers 1287), avec Jean de Bourgogne (1231-1267), cette importante seigneurie passa à leur fille Béatrice de Bourgogne (1257-1310), dame de Bourbon, puis à son mari :
- Robert de Clermont (1256-1317), 10e et avant-dernier enfant de saint Louis, ainsi possédant la terre de Bourbon « du droit de sa femme » (de iure uxoris). La troisième maison de Bourbon accéda au trône de Navarre en 1555 puis au trône de France en 1589 par Henri IV. Ses armoiries sont : « D'azur, fleurs-de-lys d'or sans nombre, l'écu brisé d'un bâton ou cotice de gueules, brochant sur le tout, avec couronne de fils de France[2] ».

L'appellation maison de Bourbon a ensuite été reprise pour qualifier la maison de France tout entière, officiellement depuis le 29 juin 1768, date de décès d'Hélène de Courtenay (1689-1768), avec laquelle s'éteignit la branche de Courtenay, extinction qui faisait de la maison de France la seule branche dynaste issue des ducs de Bourbon.

## Première maison de Bourbon

Bourbon et Bourbon-Dampierre.

Les seigneurs de Bourbon, seigneurs du IXe siècle jusqu'à  1196. Éteinte en 1216.
```
Chevalier 
Aymar ou Adhémar
 († v. 953)
|
-

Aymon 
I
er
, sire de Bourbon († v. 959)
|
|→
Archambaud 
I
er
 le Franc
, sire de Bourbon († v. 990)
   |
   |→
Archambaud II le Vieux
, sire de Bourbon († v. 1031)
      |
      |→
Archambaud III le Jeune
, sire de Bourbon († 1064)
         |
         |→
Archambaud IV le Fort
, sire de Bourbon († 1078)
            |
            |→
Archambaud V le Pieux
, sire de Bourbon († 1096)
            |  |
            |  |→
Archambaud VI le Pupille
, sire de Bourbon († 1116)
            |
            |→
Aymon II
 Vaire-Vache, sire de Bourbon († 1120)
               |
               |→
Archambaud VII
, sire de Bourbon († 1171)
                  |
                  |→
Archambaud de Bourbon
 († 1169)
                     |
                     |→
Mathilde ou Mahaut 
I
re
, dame de Bourbon († 1218)
                        x 
Guy II de Dampierre
, maréchal de Champagne († 1216)
                        |→voir ci-dessous
```

## Deuxièmemaison de Bourbon (Dampierre)

Armoiries de la maison de Dampierre.

Seigneurs de Bourbon à partir de 1196
```
Guy II de Dampierre
, maréchal de Champagne (†  1216)
x 
Mahaut
, dame de Bourbon († 1218)
|
|→
Archambaud VIII le Grand
 (né Archambaud de Dampierre et qui prit le nom de sa mère, Bourbon), sire de Bourbon († 1242)
   |
   |→
Archambaud IX le Jeune
, sire de Bourbon († 1249)
      x 
Yolande de Châtillon
, 
comtesse de Nevers
, 
d'Auxerre
 et 
de Tonnerre

      |
      |→
Mahaut II
, dame de Bourbon, comtesse de Nevers, d'Auxerre et de Tonnerre († 1262)
      |    x 
Eudes de Bourgogne
 († 1266)
      |      |→
maison capétienne de Bourgogne

      |
      |→
Agnès
 († vers 1287)
         x 
Jean de Bourgogne
, sire de Charolais († 1267)
          |→ 
Béatrice de Bourgogne
, dame de Bourbon, comtesse de Charolais
             x 
Robert
 (1256-1317), comte de Clermont,
             |→voir ci-dessous
```

## Troisième et actuelle maison de Bourbon
Seigneurs puis ducs de Bourbon de 1327 à 1830.

Blason de la maison de Bourbon-Clermont.
Blason ancien de la maison capétienne de Bourbon (maison de France à partir de 1589 avec Henri IV, et officiellement depuis 1768).
Blason moderne de la maison capétienne de Bourbon.
Armes d'Henri IV, premier Bourbon roi de France.

```
Béatrice de Bourgogne
, dame de Bourbon
  x 
Robert de France (1256-1317)
, 
comte de Clermont
 (fils de 
saint Louis
 (1215-1270) et de 
Marguerite de Provence
)
   ├─>
Louis 
I
er
 (1280-1342), 
duc de Bourbon

   │  X 
Marie de Hainaut
 (1280-1354)
   │  │
   │  ├─>
Pierre 
I
er
 (1311-1356), duc de Bourbon
   │  │  X 
Isabelle de Valois
 (1313-1383)
   │  │  │
   │  │  ├─>
Jeanne
 (1338-1378)
   │  │  │  x 
Charles V de France

   │  │  │
   │  │  ├─>
Louis II
 (1337-1410), duc de Bourbon
   │  │  │  X 
Anne d'Auvergne
 (1358-1417), 
comtesse de Forez

   │  │  │  │
   │  │  │  ├─>Catherine (1378-jeune)
   │  │  │  │
   │  │  │  ├─>
Jean 
I
er
 (1381-1434), duc de Bourbon
   │  │  │  │  X 
Marie de Berry
 (1367-1434)
   │  │  │  │  │
   │  │  │  │  ├─>
Charles 
I
er
 (1401-1456), duc de Bourbon
   │  │  │  │  │  X 
Agnès de Bourgogne (1407-1476)

   │  │  │  │  │  │
   │  │  │  │  │  ├─>
Jean II
 (1426-1488), duc de Bourbon
   │  │  │  │  │  │  X 1) 
Jeanne de France
 (1430-1482)
   │  │  │  │  │  │  X 2) 
Catherine d'Armagnac
 (+1487)
   │  │  │  │  │  │  X 3) 
Jeanne de Bourbon-Vendôme
 (1465-1512)
   │  │  │  │  │  │  │
   │  │  │  │  │  │  ├2>Jean (1487-1487), comte de 
Clermont

   │  │  │  │  │  │  │
   │  │  │  │  │  │  └3>Louis (1488-1488), comte de Clermont
   │  │  │  │  │  │  │
   │  │  │  │  │  │  ├i>
Mathieu
 (+1505), seigneur de Bothéon en Forez (
Bouthéon
)
   │  │  │  │  │  │  │
   │  │  │  │  │  │  ├i>
Hector
, (+1502), 
archevêque de Toulouse

   │  │  │  │  │  │  │
   │  │  │  │  │  │  ├i>Pierre
   │  │  │  │  │  │  │
   │  │  │  │  │  │  ├i>Marie (+1482)
   │  │  │  │  │  │  │  X Jacques de Sainte-Colombe
   │  │  │  │  │  │  │
   │  │  │  │  │  │  ├i>Marguerite (1445-1482)
   │  │  │  │  │  │  │  X Jean de Ferrieres (+1497)
   │  │  │  │  │  │  │

Maison illégitime de 
Bourbon-Lavedan

   │  │  │  │  │  │  └i>Charles (+1502), 
vicomte de Lavedan

   │  │  │  │  │  │     X Louise du Lion, vicomtesse de Lavedan
   │  │  │  │  │  │     │
   │  │  │  │  │  │     └─>
branche illégitime des Bourbon Lavedan

   │  │  │  │  │  │
   │  │  │  │  │  ├─>Marie (1428-1448)
   │  │  │  │  │  │  X 
Jean II de Lorraine
 (1425-1470)
   │  │  │  │  │  │
   │  │  │  │  │  ├─>Philippe, seigneur de 
Beaujeu
 (1430-1440)
   │  │  │  │  │  │
   │  │  │  │  │  ├─>
Charles II
 (1434-1488), cardinal, 
archevêque de Lyon
, duc de Bourbon
   │  │  │  │  │  │  │
   │  │  │  │  │  │  └i>Isabelle-Paris (+1497)
   │  │  │  │  │  │     X Gilbert de Chantelot
   │  │  │  │  │  │
   │  │  │  │  │  ├─>
Isabelle
 (1436-1465)
   │  │  │  │  │  │  X 
Charles le Téméraire
 (+1477), d'où 
Marie de Bourgogne
, grand-mère de 
Charles Quint
```

```
   │  │  │  │  │  │
   │  │  │  │  │  ├─>
Louis
 (1438-1482), 
évêque de Liège

   │  │  │  │  │  │  X inconnue
   │  │  │  │  │  │  │

Maison illégitime de 
Bourbon-Busset

   │  │  │  │  │  │  ├─>i>Pierre de Bourbon (1464-1529), baron de 
Busset

   │  │  │  │  │  │  │  X Marguerite 
de Tourzel
 
d'Alègre
, dame de Busset (+1531) (cf. article 
Yves
)
   │  │  │  │  │  │  │  │
   │  │  │  │  │  │  │  └─>
branche illégitime des 
Bourbon Busset

   │  │  │  │  │  │  │
   │  │  │  │  │  │  ├─>Louis (1465-1500)
   │  │  │  │  │  │  │
   │  │  │  │  │  │  └─>Jacques (1466-1537)
   │  │  │  │  │  │
   │  │  │  │  │  ├─>
Pierre II
 
de Beaujeu
 (1438-1503), duc de Bourbon
   │  │  │  │  │  │  x 
Anne de France
 (1462-1522)
   │  │  │  │  │  │  │
   │  │  │  │  │  │  ├─>Charles, comte de Clermont (1476-1498)
   │  │  │  │  │  │  │
   │  │  │  │  │  │  └─>
Suzanne de Bourbon
 (1491-1521)
   │  │  │  │  │  │     x 
Charles III de Bourbon
 (
Montpensier
) (1490-1527)
   │  │  │  │  │  │
   │  │  │  │  │  ├─>Catherine (1440-1469)
   │  │  │  │  │  │  X 
Adolphe de Gueldres
 (1438-1477)
   │  │  │  │  │  │
   │  │  │  │  │  ├─>Jeanne (1442-1493)
   │  │  │  │  │  │  X 
Jean II de Chalon
, 
prince d'Orange
 (+1502)
   │  │  │  │  │  │
   │  │  │  │  │  ├─>Marguerite (1444-1483)
   │  │  │  │  │  │  X 
Philippe II de Savoie
 (1438-1497)
   │  │  │  │  │  │
   │  │  │  │  │  └─>Jacques (1445-1468)
   │  │  │  │  │  │

Maison illégitime de 
Bourbon-Roussillon

   │  │  │  │  │  ├i>
Louis
 (+1487), comte de 
Roussillon-en-Dauphiné
 et de 
Ligny

   │  │  │  │  │  │  X 
Jeanne de France
 (+1519)
   │  │  │  │  │  │  │
   │  │  │  │  │  │  ├─>Charles (+1510), comte de Roussillon et de Ligny
   │  │  │  │  │  │  │  X Anne de La Tour (+1530)
   │  │  │  │  │  │  │
   │  │  │  │  │  │  ├─>Suzanne (1466-1531), comtesse de Roussillon et de Ligny
   │  │  │  │  │  │  │  X 
Jean de Chabannes
, 
comte de Dammartin

   │  │  │  │  │  │  │  X 2) Charles, seigneur de Boulainvilliers (+1529 ; 
cf.
 l'article 
Henri
)
   │  │  │  │  │  │  │
   │  │  │  │  │  │  └─>Anne
   │  │  │  │  │  │  │  X Jean II, 
baron d'Arpajon

   │  │  │  │  │  │  │
   │  │  │  │  │  │  └i>Jean, 
abbé de Seuilly
 en 1486
   │  │  │  │  │  │
   │  │  │  │  │  ├i>
Renaud
 (+1483), 
archevêque de Narbonne
 1483
   │  │  │  │  │  │  │
   │  │  │  │  │  │  ├i>Charles (1461-1504), 
évêque de Clermont

   │  │  │  │  │  │  │
   │  │  │  │  │  │  └i>Suzanne
   │  │  │  │  │  │     X Louis de Coustaves, seigneur de Chazelles
   │  │  │  │  │  │
   │  │  │  │  │  ├i>Pierre (+1490), prêtre, seigneur du 
Bois-d'Yoin-en-Lyonnais

   │  │  │  │  │  │  │
   │  │  │  │  │  │  ├i>Antoinette
   │  │  │  │  │  │  │  X Pierre Dyenne
   │  │  │  │  │  │  │
   │  │  │  │  │  │  └i>Catherine
   │  │  │  │  │  │     X Pierre Holiflant
   │  │  │  │  │  │
   │  │  │  │  │  ├i>Jeanne
   │  │  │  │  │  │  X Jean du Fay, seigneur de Bray-en-Touraine
   │  │  │  │  │  │
   │  │  │  │  │  ├i>Charlotte
   │  │  │  │  │  │  X Odilles de Senay
   │  │  │  │  │  │
   │  │  │  │  │  ├i>Sidoine
   │  │  │  │  │  │  X Rene, seigneur de Bus
   │  │  │  │  │  │
   │  │  │  │  │  └i>Catherine, abbesse de Sainte-Claire-d'
Aigueperse

   │  │  │  │  │
   │  │  │  │  ├─>Louis, comte de Forez (1403-1412)
   │  │  │  │  │

Maison de 
Bourbon-Montpensier (comtes)

   │  │  │  │  └─>
Louis 
I
er
, 
comte de Montpensier

   │  │  │  │  │  X 1) 
Jeanne 
I
re
, dauphine d'Auvergne
 (+1436)
   │  │  │  │  │  X 2) 
Gabrielle de La Tour
 (+1486)
   │  │  │  │  │  │
   │  │  │  │  │  ├2>
Gilbert
 (1443-1496), comte de Montpensier
   │  │  │  │  │  │  X 
Claire Gonzaga
 (1464-1503)
   │  │  │  │  │  │  │
   │  │  │  │  │  │  ├─>
Louise
 (1482-1561), 
duchesse de Montpensier
, 
dauphine d'Auvergne

   │  │  │  │  │  │  │  X 1) Andre III de Chauvigny-
Châteauroux
 (+1503)
   │  │  │  │  │  │  │  X 2) 
Louis de Bourbon
, 
prince de la Roche-sur-Yon
 (1473-1520)
   │  │  │  │  │  │  │
   │  │  │  │  │  │  ├─>
Louis II
 (1483-1501), comte de Montpensier
   │  │  │  │  │  │  │
   │  │  │  │  │  │  ├─>
Charles III de Bourbon
 (1490-1527), 
duc de Bourbon
 (1490-1527), le "connétable de Bourbon"
   │  │  │  │  │  │  │  X 
Suzanne de Bourbon
 (1491-1521)
   │  │  │  │  │  │  │  │
   │  │  │  │  │  │  │  ├─>François, comte de Clermont (1517-1518)
   │  │  │  │  │  │  │  │
   │  │  │  │  │  │  │  └─>deux jumeaux (1518-1518)
   │  │  │  │  │  │  │  │
   │  │  │  │  │  │  │  └i>Catherine
   │  │  │  │  │  │  │     X Bertrand Salmart, seigneur de Ressis
   │  │  │  │  │  │  │
   │  │  │  │  │  │  ├─>François (1492-1515), 
duc de Châtellerault

   │  │  │  │  │  │  │
   │  │  │  │  │  │  ├─>Renée, 
dame de Mercœur
 (1494-1539)
   │  │  │  │  │  │  │  X 
Antoine de Lorraine
 (1489-1544)
   │  │  │  │  │  │  │
   │  │  │  │  │  │  └─>Anne (1495-1510)
   │  │  │  │  │  │
   │  │  │  │  │  ├2>Jean (1445-1485)
   │  │  │  │  │  │
   │  │  │  │  │  ├2>
Gabrielle
 (1447-1516)
   │  │  │  │  │  │  X 
Louis de la Trémoille
, prince de 
Talmond
 (+1525)
   │  │  │  │  │  │
   │  │  │  │  │  └2>Charlotte (1449-1478)
   │  │  │  │  │     X Wolfart van Borsselen, comte de 
Grandpré
 (+1487)
   │  │  │  │  │
   │  │  │  │  ├i>
Jean
, comte de 
Velay
, 
évêque du Puy
, prieur de 
St-Rambert-en-Forez
 1485
   │  │  │  │  │
   │  │  │  │  ├i>
Alexandre
 (+1440), militaire, condamné à mort par le roi 
Charles VII

   │  │  │  │  │
   │  │  │  │  ├i>Guy (+1442)
   │  │  │  │  │
   │  │  │  │  ├i>Marguerite
   │  │  │  │  │  X 
Rodrigue de Villandrando
, comte de Ribadeo
   │  │  │  │  │
   │  │  │  │  └i>Edmée
   │  │  │  │
   │  │  │  ├─>Isabelle (1384-ap.1451)
   │  │  │  │
   │  │  │  └─>Louis, 
seigneur de Beaujolais
 (1388-1404)
   │  │  │  │
   │  │  │  ├i>Hector, seigneur de Dampierre-en-Champagne (1391-1414)
   │  │  │  │
   │  │  │  ├i>Perceval (1402-1415)
   │  │  │  │
   │  │  │  ├i>Pierre, chevalier
   │  │  │  │
   │  │  │  ├i>Jacques, moine
   │  │  │  │
   │  │  │  └i>Jean, seigneur de Tanry
   │  │  │
   │  │  ├─>
Jeanne
 (1339-Paris 1378)
   │  │  │  X 
Charles V de France
 (1337-1380)
   │  │  │
   │  │  ├─>
Blanche
 (1339-1361)
   │  │  │  X 
Pierre 
I
er
 de Castille

   │  │  │
   │  │  ├─>
Bonne
 (1341-1402)
   │  │  │  X 
Amédée VI de Savoie
 (+1383)
   │  │  │
   │  │  ├─>Catherine (1342-1427)
   │  │  │  X 
Jean VI d'Harcourt
 (+1388)
   │  │  │
   │  │  ├─>
Marguerite
 (1344-)
   │  │  │  X 
Arnaud-Amanieu d'Albret
 (1338-1401)
   │  │  │
   │  │  ├─>Isabelle (1345-)
   │  │  │
   │  │  └─>Marie (1347-1401), prieure de 
Poissy

   │  │
   │  ├─>Jeanne (1312-1402)
   │  │  X 
Guigues VII de Forez
 (1299-1357)
   │  │
   │  ├─>Marguerite (1313-1362)
   │  │  X 1) Jean II 
de Sully
 (+1343)
   │  │  X 2) Hutin de Vermeilles
   │  │
   │  ├─>Marie (1315-1387)
   │  │  X 1) Guy de Lusignan (1315-1343)
   │  │  X 2) 
Robert de Tarente
 (+1364)
   │  │
   │  ├─>Philippe (1316-ap.1233)
   │  │
   │  ├─>Jacques (1318-1318)
   │  │

Maison de 
Bourbon-La Marche

   │  ├─>
Jacques 
I
er
 (1319-1362), 
comte de la Marche
 et 
de Ponthieu

   │  │  X Jeanne 
de Châtillon
, dame de 
Condé
-
seigneurie du château
 et 
Carency
 (1320-1371)
   │  │  │
   │  │  ├─>Isabelle (1340-1371)
   │  │  │  X 1) Louis II de Brienne, 
vicomte
 
de Beaumont
 (+1364)
   │  │  │  X 
Bouchard VII de Vendôme
 (+1371)
   │  │  │
   │  │  ├─>Pierre de la Marche (1342-1362)
   │  │  │
   │  │  ├─>
Jean de Bourbon
 (1344-1393), 
comte de Vendôme
 et 
de la Marche

   │  │  │  x 
Catherine de Vendôme
 (+1412)
   │  │  │  │
   │  │  │  ├─>
Jacques II
 (1370-1438), comte de La Marche
   │  │  │  │  x 1) 
Béatrice d'Evreux

   │  │  │  │  x 2) 
Jeanne II de Naples

   │  │  │  │  │
   │  │  │  │  ├1>Isabelle (1408-ap. 1445), nonne à Besançon
   │  │  │  │  │
   │  │  │  │  ├1>Marie (1410-ap. 1445), nonne à Amiens
   │  │  │  │  │
   │  │  │  │  └1>
Éléonore
 (1412-ap.1464)
   │  │  │  │  │  x 
Bernard d'Armagnac
 (+1462)
   │  │  │  │  │
   │  │  │  │  └i>Claude d'Aix, moine à Dole
   │  │  │  │
   │  │  │  ├─>Anne (+1408)
   │  │  │  │  X 1) 
Jean II de Berry
 (+1401), 
comte de Montpensier

   │  │  │  │  X 2) 
Louis VII
 (+1447), 
duc de Bavière-Ingolstadt

   │  │  │  │
   │  │  │  ├─>Isabelle (1373-), nonne à 
Poissy

   │  │  │  │

Maison de 
Bourbon-Vendôme

   │  │  │  ├─>
Louis de Bourbon
 (1376-1446), 
comte de Vendôme

   │  │  │  │  X 1) Blanche 
de Roucy
-
Pierrepont
 (+1421)
   │  │  │  │  X 2) 
Jeanne de Laval
 (1406-1468)
   │  │  │  │  │
   │  │  │  │  ├2>Catherine (1425-jeune)
   │  │  │  │  │
   │  │  │  │  ├2>Gabrielle (1426-jeune)
   │  │  │  │  │
   │  │  │  │  └2>
Jean VIII de Bourbon
 (1428-1478), comte de Vendôme
   │  │  │  │  │  X 
Isabelle de Beauvau

   │  │  │  │  │  │
   │  │  │  │  │  ├─>Jeanne, dame de Rochefort (1460-1487)
   │  │  │  │  │  │  X 
Louis de Joyeuse
, 
comte de Grandpré
 (+1498)
   │  │  │  │  │  │
   │  │  │  │  │  ├─>Catherine (1462-)
   │  │  │  │  │  │  X Gilbert 
de Chabannes
, baron 
de Rochefort

   │  │  │  │  │  │
   │  │  │  │  │  ├─>
Jeanne
 (1465-1511)
   │  │  │  │  │  │  X 1) 
Jean II de Bourbon
 (+1488)
   │  │  │  │  │  │  X 2) 
Jean de la Tour
, 
comte d'Auvergne
 et 
de Boulogne
 (1467-1501)
   │  │  │  │  │  │  X 3) François de la Pause, baron de la Garde
   │  │  │  │  │  │
   │  │  │  │  │  ├─>Renée (1468-1534), abbesse de 
Fontevraud

   │  │  │  │  │  │
   │  │  │  │  │  ├─>
François de Bourbon
 (1470-1495), comte de Vendôme
   │  │  │  │  │  │  X 
Marie de Luxembourg
 (+1546)
   │  │  │  │  │  │  │
   │  │  │  │  │  │  ├─>
Charles IV de Bourbon
 (1489-1537), duc de Vendôme
   │  │  │  │  │  │  │  x 
Françoise d'Alençon
 (1491-1550)
   │  │  │  │  │  │  │  │
   │  │  │  │  │  │  │  ├─>Louis (1514-1516), comte de 
Marle

   │  │  │  │  │  │  │  │
   │  │  │  │  │  │  │  ├─>Marie (1515-1538)
   │  │  │  │  │  │  │  │
   │  │  │  │  │  │  │  ├─>
Antoine 
I
er
 de Navarre
 (1518-1562), 
duc de Vendôme

   │  │  │  │  │  │  │  │  x 
Jeanne III d'Albret
 (1529-1572), 
reine de Navarre

   │  │  │  │  │  │  │  │  │
   │  │  │  │  │  │  │  │  ├─>Henri (1551-1553), duc de 
Beaumont

   │  │  │  │  │  │  │  │  │
    
Rois de France

   │  │  │  │  │  │  │  │  ├─>
Henri IV de France
 (1553-1610)/
Henri III de Navarre

   │  │  │  │  │  │  │  │  │  │
   │  │  │  │  │  │  │  │  │  └─>
Dynastie de Bourbon

   │  │  │  │  │  │  │  │  │
   │  │  │  │  │  │  │  │  ├─>Louis, comte de 
Marle
 (1555-1557)
   │  │  │  │  │  │  │  │  │
   │  │  │  │  │  │  │  │  ├─>Madeleine (1556-1556)
   │  │  │  │  │  │  │  │  │
   │  │  │  │  │  │  │  │  └─>Catherine (1559-1604)
   │  │  │  │  │  │  │  │  │  X 
Henry II de Lorraine
 (1563-1624)
   │  │  │  │  │  │  │  │  │
   │  │  │  │  │  │  │  │  ├i>
Charles (III)
 (1554-1610), 
archevêque de Rouen

   │  │  │  │  │  │  │  │  │
   │  │  │  │  │  │  │  │  └i>Jacquinne d'Artigulouve
   │  │  │  │  │  │  │  │     X N de Navailles
   │  │  │  │  │  │  │  │
   │  │  │  │  │  │  │  ├─>Marguerite (1516-1589)
   │  │  │  │  │  │  │  │  X 
Francois I de Clèves
, 
duc de Nevers
 (+1561)
   │  │  │  │  │  │  │  │
   │  │  │  │  │  │  │  ├─>Madeleine (1521-1561), abbesse
   │  │  │  │  │  │  │  │
   │  │  │  │  │  │  │  ├─>
François
, 
comte d'Enghien
 (1519-1546)
   │  │  │  │  │  │  │  │
   │  │  │  │  │  │  │  ├─>Louis (1522-1525)
   │  │  │  │  │  │  │  │
   │  │  │  │  │  │  │  ├─>
Charles (Ier)
 (1523-1590), 
cardinal
, 
archevêque de Rouen
 (le 
Charles X
 de 
la Ligue
)
   │  │  │  │  │  │  │  │  │
   │  │  │  │  │  │  │  │  └i>Poullain
   │  │  │  │  │  │  │  │
   │  │  │  │  │  │  │  ├─>Catherine, abbesse (1525-1594)
   │  │  │  │  │  │  │  │
   │  │  │  │  │  │  │  ├─>
Jean
 (1528-1557), 
comte de Soissons
 et 
d'Enghien
, 
duc d'Estouteville

   │  │  │  │  │  │  │  │  X 
Marie
 (1539-1601), duchesse d'Estouteville
   │  │  │  │  │  │  │  │  │
   │  │  │  │  │  │  │  │  └i>N de Valency (+1562)
   │  │  │  │  │  │  │  │
   │  │  │  │  │  │  │  ├─>Renée, 
abbesse de Chelles
 (1527-1583)
   │  │  │  │  │  │  │  │

Maison de 
Bourbon-Condé

   │  │  │  │  │  │  │  ├─>
Louis 
I
er
 (1530-1569), 
prince de Condé

   │  │  │  │  │  │  │  │  │
   │  │  │  │  │  │  │  │  └─>
Branche de Bourbon-Condé

   │  │  │  │  │  │  │  │
   │  │  │  │  │  │  │  └─>Eléonore, 
abbesse de Fontevraud
 (1532-1611)
   │  │  │  │  │  │  │  │
   │  │  │  │  │  │  │  └i>Nicolas Charles
   │  │  │  │  │  │  │     X Jeanne de Bordeix et de Ramers
   │  │  │  │  │  │  │     │
   │  │  │  │  │  │  │     ├─>Jacques
   │  │  │  │  │  │  │     │
   │  │  │  │  │  │  │     ├─>Michel Charles
   │  │  │  │  │  │  │     │
   │  │  │  │  │  │  │     ├─>Nicolas
   │  │  │  │  │  │  │     │
   │  │  │  │  │  │  │     ├─>Christophe
   │  │  │  │  │  │  │     │
   │  │  │  │  │  │  │     ├─>Marguerite
   │  │  │  │  │  │  │     │
   │  │  │  │  │  │  │     └─>Jeanne
   │  │  │  │  │  │  │
   │  │  │  │  │  │  ├─>Jacques (1490-1491)
   │  │  │  │  │  │  │
   │  │  │  │  │  │  ├─>
François Ier
 (1491-1545), 
comte de Saint-Pol
, duc d'Estouteville
   │  │  │  │  │  │  │  X 
Adrienne
, 
duchesse d'Estouteville
 (1512-1560)
   │  │  │  │  │  │  │  │
   │  │  │  │  │  │  │  ├─>François II (1536-1546), duc d'Estouteville
   │  │  │  │  │  │  │  │
   │  │  │  │  │  │  │  └─>
Marie
, duchesse d'Estouteville, (1539-1601)
   │  │  │  │  │  │  │     X 1) 
Jean de Bourbon
, 
comte de Soissons

   │  │  │  │  │  │  │     X 2) 
François de Clèves
, 
duc de Nevers
 (+1562)
   │  │  │  │  │  │  │     X 3) 
Léonor
, 
duc de Longueville
 (1540-1573)
   │  │  │  │  │  │  │
   │  │  │  │  │  │  ├─>
Louis
 (1493-1557), cardinal, 
archevêque de Sens

   │  │  │  │  │  │  │
   │  │  │  │  │  │  ├─>
Antoinette
 (1493-1583)
   │  │  │  │  │  │  │  X 
Claude de Guise
 (1496-1550), 
duc de Guise

   │  │  │  │  │  │  │
   │  │  │  │  │  │  └─>
Louise
 (1495-1575), 
abbesse de Fontevraud

   │  │  │  │  │  │  │
   │  │  │  │  │  │  └i>Jacques (1495-)
   │  │  │  │  │  │

Maison de 
Bourbon-Montpensier (ducs)

   │  │  │  │  │  ├─>
Louis
 (1473-1520), 
prince de La Roche-sur-Yon

   │  │  │  │  │  │  X 
Louise de Montpensier
 (1482-1561)
   │  │  │  │  │  │  │
   │  │  │  │  │  │  ├─>Suzanne (1508-1570)
   │  │  │  │  │  │  │  Claude 
de Rieux
, 
comte d'Harcourt
 et 
d'Aumale
 (+1532)
   │  │  │  │  │  │  │
   │  │  │  │  │  │  ├─>
Louis III
 (1513-1582), 
duc de Montpensier

   │  │  │  │  │  │  │  X 1) 
Jacqueline de Longwy
 (+1561)
   │  │  │  │  │  │  │  X 2) 
Catherine de Lorraine
 (1552-1596)
   │  │  │  │  │  │  │  │
   │  │  │  │  │  │  │  ├1>Françoise (1539-1587)
   │  │  │  │  │  │  │  │  X 
Henri-Robert de La Marck
, 
duc de Bouillon
, 
prince de Sedan
 (+1574)
   │  │  │  │  │  │  │  │
   │  │  │  │  │  │  │  ├1>Anne (1540-1572)
   │  │  │  │  │  │  │  │  X 
François de Clèves
, 
duc de Nevers
 (+1562)
   │  │  │  │  │  │  │  │
   │  │  │  │  │  │  │  ├─>Jeanne (1541-1620), 
abbesse de Jouarre

   │  │  │  │  │  │  │  │
   │  │  │  │  │  │  │  ├1>
François
 (1542-1592), duc de Montpensier
   │  │  │  │  │  │  │  │  X 
Renée
 (1550-1590), marquise de 
Mézieres

   │  │  │  │  │  │  │  │  │
   │  │  │  │  │  │  │  │  └─>
Henri
 (1573-1608), duc de Montpensier
   │  │  │  │  │  │  │  │     X 
Henriette-Catherine
 (1585-1656), 
duchesse de Joyeuse

   │  │  │  │  │  │  │  │     │
   │  │  │  │  │  │  │  │     └─>
Marie
 (1605-1627), 
duchesse de Montpensier

   │  │  │  │  │  │  │  │        x 
Gaston de France (Gaston d'Orléans)

   │  │  │  │  │  │  │  │
   │  │  │  │  │  │  │  ├─>
Charlotte
 (1547-1582)
   │  │  │  │  │  │  │  │  X 
Guillaume 
I
er
 d'Orange-Nassau
, 
le Taciturne
 (+1584)
   │  │  │  │  │  │  │  │
   │  │  │  │  │  │  │  └─>Louise (1548-1586), 
abbesse de Faremoutier

   │  │  │  │  │  │  │
   │  │  │  │  │  │  └─>Charles (1515-1565), prince de 
la Roche-sur-Yon

   │  │  │  │  │  │  │  X 
Philippe de Montespedon
, dame de 
Beaupreau
 (+1578)
   │  │  │  │  │  │  │  │
   │  │  │  │  │  │  │  ├─>Henri, marquis de 
Beaupréau
 (154?-1560)
   │  │  │  │  │  │  │  │
   │  │  │  │  │  │  │  └─>Jeanne (1547-1548)
   │  │  │  │  │  │  │
   │  │  │  │  │  │  └i>Louis dit Helvis, 
évêque de Langres
 (+1565)
   │  │  │  │  │  │
   │  │  │  │  │  ├─>Charlotte (1474-1520)
   │  │  │  │  │  │  X 
Engilbert de Clèves
, 
comte de Nevers
 (+1506)
   │  │  │  │  │  │
   │  │  │  │  │  └─>Isabelle (1475-1531), abbesse
   │  │  │  │  │  │
   │  │  │  │  │  ├i>Jacques de Vendôme (1455-1524), 
baron de Ligny

   │  │  │  │  │  │  X Jeanne, dame de 
Rubempré

   │  │  │  │  │  │  │
   │  │  │  │  │  │  ├─>Claude de Bourbon-Vendôme (1514-1595)
   │  │  │  │  │  │  │  X Antoinette de 
Bours
, vicomtesse de 
Lambercourt
 (+1585)
   │  │  │  │  │  │  │  │
   │  │  │  │  │  │  │  ├─>Antoine (+1594), vicomte de Lambercourt
   │  │  │  │  │  │  │  │
   │  │  │  │  │  │  │  ├─>Claude (+1620), vicomtesse de Lambercourt
   │  │  │  │  │  │  │  │  X Jean, seigneur de 
Rambures

   │  │  │  │  │  │  │  │
   │  │  │  │  │  │  │  └─>Anne
   │  │  │  │  │  │  │  │  X Claude 
de Crequi
, seigneur d'Hemond
   │  │  │  │  │  │  │  │
   │  │  │  │  │  │  │  └i>Jacques (+1632), seigneur de 
Ligny
 et de Courcelles
   │  │  │  │  │  │  │     X 1) Marie de Bommy
   │  │  │  │  │  │  │     X 2) Louise de Gouy
   │  │  │  │  │  │  │     │
   │  │  │  │  │  │  │     ├─2>François Claude (+1658)
   │  │  │  │  │  │  │     │  X Louise de 
Belleval

   │  │  │  │  │  │  │     │
   │  │  │  │  │  │  │     ├─2>François, seigneur de Bretencourt
   │  │  │  │  │  │  │     │  X Jacqueline Tillette d'Achery
   │  │  │  │  │  │  │     │  │
   │  │  │  │  │  │  │     │  ├─>une fille mariée à un seigneur des Lyons
   │  │  │  │  │  │  │     │  │
   │  │  │  │  │  │  │     │  └─>une fille mariée à un Fortel des Essarts
   │  │  │  │  │  │  │     │
   │  │  │  │  │  │  │     ├─2>Charles, seigneur de Brétencourt
   │  │  │  │  │  │  │     │
   │  │  │  │  │  │  │     ├─2>Marguerite
   │  │  │  │  │  │  │     │  X 1) Jacques de Monchy, seigneur d'
Amerval
 (+1640)
   │  │  │  │  │  │  │     │  X 2) Antoine de Postel, seigneur de la Grange
   │  │  │  │  │  │  │     │
   │  │  │  │  │  │  │     ├─2>Marie Gabrielle (+1629)
   │  │  │  │  │  │  │     │
   │  │  │  │  │  │  │     └─2>Antoinette
   │  │  │  │  │  │  │        X Alexandre de Touzin
   │  │  │  │  │  │  │
   │  │  │  │  │  │  ├─>André, 
seigneur de Rubempré

   │  │  │  │  │  │  │  X 1) Anne de Busserade
   │  │  │  │  │  │  │  X 2) Anne de Roncherolles
   │  │  │  │  │  │  │  │
   │  │  │  │  │  │  │  ├─>Jean (+jeune)
   │  │  │  │  │  │  │  │
   │  │  │  │  │  │  │  ├─>Charles, seigneur de Rubempré (+1595)
   │  │  │  │  │  │  │  │
   │  │  │  │  │  │  │  ├─>Louis, seigneur de Rubempré (1574-1598)
   │  │  │  │  │  │  │  │
   │  │  │  │  │  │  │  ├─>Marguerite, dame de Rubempré
   │  │  │  │  │  │  │  │  X Jean de Monchy, seigneur 
de Montcavrel

   │  │  │  │  │  │  │  │
   │  │  │  │  │  │  │  ├─>Madeleine
   │  │  │  │  │  │  │  │  X Jean, seigneur de 
Gonnelieu

   │  │  │  │  │  │  │  │
   │  │  │  │  │  │  │  ├─>Jeanne Marie, abbesse
   │  │  │  │  │  │  │  │
   │  │  │  │  │  │  │  └─>Marguerite, nonne
   │  │  │  │  │  │  │
   │  │  │  │  │  │  ├─>Jean (+1571), abbé de Cuisey
   │  │  │  │  │  │  │
   │  │  │  │  │  │  ├─>Jacques, moine
   │  │  │  │  │  │  │
   │  │  │  │  │  │  ├─>Catherine (+1530)
   │  │  │  │  │  │  │  X 
Jean d'Estrées
, seigneur de 
Cœuvres

   │  │  │  │  │  │  │
   │  │  │  │  │  │  ├─>Jeanne, abbesse
   │  │  │  │  │  │  │
   │  │  │  │  │  │  └─>Madeleine (+ 1588), abbesse
   │  │  │  │  │  │
   │  │  │  │  │  └i>
Louis de Vendôme
 (+1510), 
évêque d'Avranches

   │  │  │  │  │
   │  │  │  │  └i>Jean de Vendôme, seigneur de 
Préaux
 (1420-1496)
   │  │  │  │     X 1) Jeanne d'Illiers
   │  │  │  │     X 2) Gillette Perdrielle
   │  │  │  │     │
   │  │  │  │     ├─>Jean, prêtre
   │  │  │  │     │
   │  │  │  │     ├─>François (+1540), prêtre
   │  │  │  │     │
   │  │  │  │     ├─>Jacques
   │  │  │  │     │
   │  │  │  │     ├─>Mathurine
   │  │  │  │     │  X Pierre de Montigny, seigneur de la Boisse
   │  │  │  │     │
   │  │  │  │     ├─>Louise
   │  │  │  │     │  X Jean, seigneur des Loges
   │  │  │  │     │
   │  │  │  │     └─>Marie
   │  │  │  │        X 1) seigneur de La Velette en Limousin
   │  │  │  │        X 2) Jacques de Gaudebert, seigneur des Forges
   │  │  │  │

Maison de 
Bourbon-Carency

   │  │  │  ├─>
Jean
 (1378-1457), seigneur de 
Carency

   │  │  │  │  X 1) 
Catherine d'Artois
 (1397-1420)
   │  │  │  │  X 2) Jeanne 
de Vendômois

   │  │  │  │  │
   │  │  │  │  ├2>Louis(1417-1457)
   │  │  │  │  │
   │  │  │  │  ├2>Jean (1418-)
   │  │  │  │  │
   │  │  │  │  ├2>Jeanne (1419-)
   │  │  │  │  │
   │  │  │  │  ├2>Catherine (1421-)
   │  │  │  │  │
   │  │  │  │  ├2>Pierre (1424-1481), seigneur de Carency
   │  │  │  │  │  X Philipotte de Plaines
   │  │  │  │  │
   │  │  │  │  ├2>Jacques (1425-1494), seigneur de Carency
   │  │  │  │  │  X Antoinette de la Tour (+1450)
   │  │  │  │  │  │
   │  │  │  │  │  ├─>Charles, 
prince de Carency
 (1444-1504)
   │  │  │  │  │  │  X 1) Didere 
de Vergy

   │  │  │  │  │  │  X 2) Antoinette (+1490), fille de 
Geoffroy de Chabannes

   │  │  │  │  │  │  X 3) Catherine 
de Tourzel
 
d'Alègre
, petite-fille d'Yves Ier (cf. l'article 
Yves
)
   │  │  │  │  │  │
   │  │  │  │  │  ├3>Bertrand, prince de Carency (1494-1515)
   │  │  │  │  │  │
   │  │  │  │  │  ├3>Jean (1500-1520), prince de Carency
   │  │  │  │  │  │
   │  │  │  │  │  ├3>Louise, princesse de Carency
   │  │  │  │  │  │  X François 
de Pérusse des Cars
 (+1550)
   │  │  │  │  │  │
   │  │  │  │  │  └3>Jean (1446-), seigneur de Rochefort
   │  │  │  │  │     X Jeanne de Lille
   │  │  │  │  │
   │  │  │  │  ├2>Eléonore (1426-)
   │  │  │  │  │
   │  │  │  │  ├2>Andriette (1427-)
   │  │  │  │  │

Maison de 
Bourbon-Duisant

   │  │  │  │  └2>Philippe, seigneur de 
Duisant
 (1429-1492)
   │  │  │  │     X Catherine 
de Lalaing
 (+1475)
   │  │  │  │     │
   │  │  │  │     ├─>Antoine, seigneur de Duisant
   │  │  │  │     │  X Jeanne de Habart
   │  │  │  │     │
   │  │  │  │     ├─>Pierre
   │  │  │  │     │
   │  │  │  │     ├─>Philippe II, seigneur de Duisant (+1530)
   │  │  │  │     │
   │  │  │  │     └─>Jeanne de Bourbon Duisant
   │  │  │  │        X François Rolin, seigneur d'
Aymerie
 (cf. 
Rolin
)
   │  │  │  │
   │  │  │  ├─>Marie, dame de Bréthencourt (1386-)
   │  │  │  │  X Jean de Baynes, seigneur des Croix
   │  │  │  │
   │  │  │  └─>
Charlotte
 (1388-1422)
   │  │  │  │  X 
Janus de Chypre
 (1378-1432)
   │  │  │  │
   │  │  │  └i>Jean, batard de la Marche-1435
   │  │  │

Maison de 
Bourbon-Préaux

   │  │  └─>Jacques 
I
er
, seigneur de 
Préaux
 (1346-1417)
   │  │     X Marguerite de Préaux (+1417)
   │  │     │
   │  │     ├─>Louis, seigneur de Préaux (1389-1415)
   │  │     │
   │  │     ├─>Pierre, seigneur de Préaux (1390-1422)
   │  │     │  x Elizabeth 
de Montagu
 (1397-1429)
   │  │     │
   │  │     ├─>Jacques II, seigneur de Préaux, baron de 
Thury
 (1391-1429)
   │  │     │  X Jeanne 
de Montagu

   │  │     │
   │  │     ├─>Charles, seigneur de Combles
   │  │     │
   │  │     ├─>Jean (1394-)
   │  │     │
   │  │     └─>Marie, dame de Préaux (1387-1442)
   │  │
   │  └─>Béatrice (1320-1383)
   │  │  X 1) 
Jean de Luxembourg
 (+1346), 
roi de Bohême

   │  │  X 2) Eudes II de 
Grancey
 (+1389)
   │  │
   │  ├i>Jean, bâtard de Bourbon (+1375)
   │  │  X 2) Laure de Bordeaux
   │  │  X 3) Agnes de Chaleu
   │  │  │
   │  │  └─>Gérard de Bourbon
   │  │
   │  ├i>Jeannette
   │  │  X Guichard de 
Chastellux

   │  │
   │  └i>Guy de Bourbon, seigneur de Cluys (sans doute Clessy)
   │     X 2) Jeanne de 
Chastel-Perron

   │     │
   │     └─>Gérard de Bourbon, seigneur de 
Clessy

   │        X 1) Jeanne de Chastillon
   │        X 2) Alix 
de Bourbon
-
Montperoux

   │        │
   │        └─>Isabelle, Dame de 
Clessy

   │           X 1) Bernard 
Aycelin
 
de Montaigu
-(
Listenois
)
   │           X 2) Guillaume 
de Mello
, seigneur d'
Epoisses
 (cf. l'article 
Dreu
)
   │
   ├─>Blanche (1281-1304)
   │  X 
Robert VII comte d'Auvergne
 (+1325)
   │
   ├─>Jean (1283-1316), 
baron de Charolais

   │  X Jeanne 
d'Argies

   │  │
   │  ├─>Béatrice (1310-1364), dame de Charolais
   │  │  X 
Jean 
I
er
 d'Armagnac
 (+1373)
   │  │
   │  └─>Jeanne (1312-1383)
   │     X 
Jean 
I
er
 comte d'Auvergne
 (+1386)
   │
   ├─>Pierre (1287-ap.1330) prêtre
   │
   ├─>Marie (1285-1372), prieure de 
Poissy

   │
   └─>Marguerite (1289-1309)
      X Jean 
I
er
 (1267-1330), 
margrave de Namur
```

## Possessions - Fiefs
Liste non exhaustive des possessions tenues en nom propre ou en fief de la maison de Bourbon :
- Château d'Ambérieux-en-Dombes, à Ambérieux-en-Dombes (?-1524 et ap. 1558-1743).
- Domaine de Chareil (vignoble) et château de Chareil-Cintrat